# Liste der Bodendenkmale in Brandis
In der Liste der Bodendenkmale in Brandis sind die Bodendenkmale der Stadt Brandis und ihrer Ortsteile nach dem Stand der Auflistung von Klaus Kroitzsch und Harald Quietzsch aus dem Jahr 1984 aufgelistet. Eventuelle Änderungen und Ergänzungen, insbesondere aus der Zeit nach der Wende, sind nicht berücksichtigt, da für Sachsen aktuell keine neueren allgemein zugänglichen Bodendenkmallisten vorliegen. Die Baudenkmale sind in der Liste der Kulturdenkmale in Brandis aufgeführt.
| Denkmal-ID | Fundart             | Ortsteil | Bezeichnung                     | Zeitstellung | Lage                                                                                | Bemerkungen | Bild |
| ---------- | ------------------- | -------- | ------------------------------- | ------------ | ----------------------------------------------------------------------------------- | --- | ---- |
| ?          | Grabmal > Grabhügel | Brandis  | Gruppe von ca. 24 Hügelgräbern  | Bronzezeit   | südlich des Orts auf dem Kohlenberg, Forstrevier Lindhardt Abteilungen 297 und 298  | ein Viertel der Hügel ist gekesselt, Schutz seit 7. Januar 1935, erneuert 25. Januar 1958                                                |      |
| ?          | Befestigung > Burg  | Polenz   | Wasserburg „Güntherschlösschen“ | Mittelalter  | nordnordwestlich des Orts, Forstrevier Machern Ateteilung 129, östlich der Tongrube | runder Bühl mit umlaufendem trockengelegtem Graben und sichelförmigem Außenwall im Nordwesten, Grabung 1982, Schutz seit 25. Januar 1958 |      |